# Begonia wallichiana
Espèce
Synonymes
- Begonia franconis Liebm.[1]
- Begonia parviflora Liebm.[1]

Begonia wallichiana est une espèce de plantes de la famille des Begoniaceae. Ce bégonia est originaire d'Amérique latine. L'espèce fait partie de la section Doratometra. Elle a été décrite en 1850 par Johann Georg Christian Lehmann (1792-1860). L'épithète spécifique wallichiana signifie « de Wallich », en hommage au botaniste danois Nathaniel Wallich (1786-1854) qui a décrit plusieurs bégonias.

## Répartition géographique
Cette espèce est originaire des pays suivants : Brésil ; Guatemala ; Mexique.